# Nordlige verdener
Nordlige Verdener er Nationalmuseets tværgående satsningsområde, der i perioden 2008-2012 består af over 20 projekter ledet af forskere fra alle Nationalmuseets enheder og afdelinger. Projekterne fokuserer på at søge ny viden om forholdet mellem mennesker og miljø gennem de seneste 15.000 år gennem perspektivering til nutiden hvor klimaændringerne især i de arktiske områder er mærkbare. Satsningsområdet er oprettet for at samle den tværvidenskabelige forskning på museet og give projekterne en fælles identitet ved at samle dem under en paraply i form af et satsningsområde. Projekterne er organiseret i 3 søjler for at skabe netværk af passende størrelse med størst muligt udbytte for alle deltagende parter. Søjlerne er:
- A. Klimaændringer og samfund. Når klimagrænser flytter sig Arkiveret 9. januar 2022 hos  Wayback Machine
- B. Landbrug på grænsen. Nordlige kulturlandskaber Arkiveret 9. januar 2022 hos  Wayback Machine
- C. Netværk i nord. Kommunikation, handel og kulturmarkører Arkiveret 9. januar 2022 hos  Wayback Machine

## Finansiering
Nordlige verdener er primært finansieret af Augustinus Fonden, men mange af projekterne har supplerende finansiering fra Bikubenfonden, Carlsbergfondet, Dansk Arkæologisk Forskerskole, Forskningsrådet for Kultur og Kommunikation, Kommissionen for Videnskabelige Undersøgelser i Grønland (KVUG), Kronprins Frederiks Fond, Det Kongelige Danske Geografiske Selskab, Kulturministeriets Forskningspulje, Nordisk Kulturfond, The Rock Foundation eller Tipsmidlerne

## Organisering
Ledelsen af satsningsområdet varetages af en styregruppe der består af Nationalmuseets direktør, Per Kristian Madsen og enhedernes overinspektører. Derudover er Hans Christian Gulløv ansat som ledende koordinator for satsningsområdet.

## Resultater
Der publiceres løbende resultater fra de mange tilknyttede projekter, som f.eks. artiklerne om fundet af korn i nordboernes mødding , på trods af den middelalderlige, skriftlige kilder, Kongespejlets påstand om at nordboerne i Grønland hverken kendte brød.